# Sauk Rapids (Minnesota)
Sauk Rapids est une ville américaine située dans le Comté de Benton, dans le Minnesota. Selon le recensement de 2010, sa population est de 12 773 habitants.